# المحفورة
المحفورة قرية سورية تتبع ناحية شين في منطقة حمص في محافظة حمص. بلغ عدد سكانها 1,845 نسمة في عام 2004 حسب إحصاء المكتب المركزي للإحصاء.